# نمدینه
نمدینه، روستایی از توابع بخش زیویه شهرستان سقز در استان کردستان ایران است. دهی است از دهستان کل تپه ٔ فیض اﷲبیگی در بخش مرکزی شهرستان سقز، قرار دارد. آبش از رودخانه ، محصولش غلات و لبنیات و توتون و شغل اهالی زراعت و گله داری است 

## جمعیت
این روستا در دهستان صاحب قرار دارد و براساس سرشماری مرکز آمار ایران در سال ۱۳۸۵، جمعیت آن زیر سه خانوار بوده‌است.